# Loko (Volk)

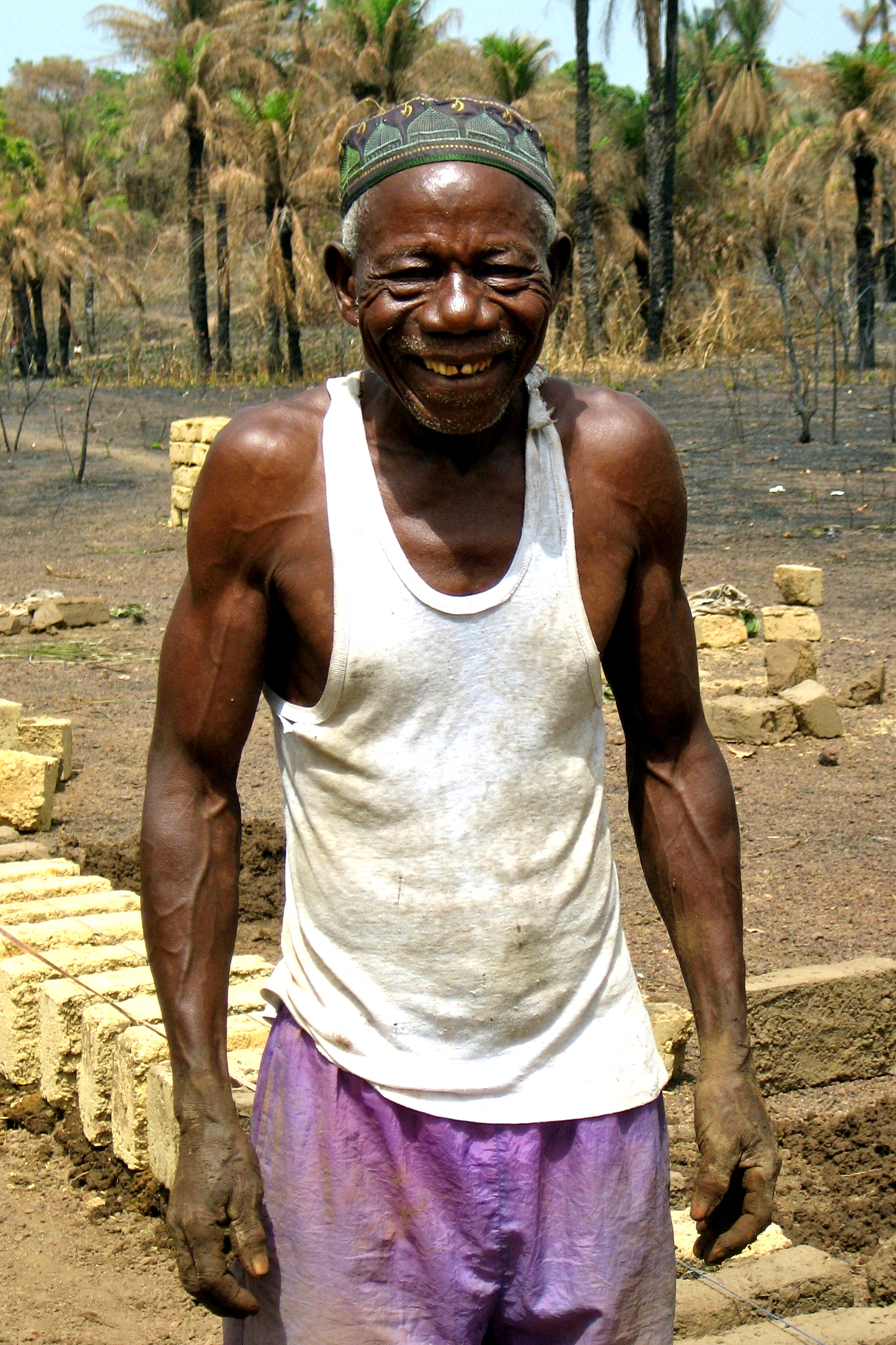
Ein Loko

Die Loko (ausgesprochen Lɔkɔ) sind eine Ethnie in Sierra Leone. Als Endonym werden sie und ihre Sprache auch Landogo genannt. Sie sprechen die gleichnamige Sprache. Ihr Hauptverbreitungsgebiet liegt in der Provinz North West, vor allem in den Distrikten Bombali und Port Loko sowie um die Hauptstadt Freetown. Es gibt (Stand 2015) noch knapp 166.000 Loko, wovon aber nur noch etwa zwei Drittel ihre Sprache als Muttersprache nutzen.
Ein Großteil der Loko endete im atlantischen Sklavenhandel.

## Lebensweise
Die Loko leben traditionell in kleinen Dörfern am Fuße von Bergen und Hügeln. Ihre Hütten sind rund mit Holzwänden und Strohdächern. Sie sind Bauern und Jäger. Die Landwirtschaft ist ein wichtiger sozialer Aspekt der Loko. Besonders gute Bauern gewinnen einen höheren Status. Die Loko folgen der Patrilinearität und leben polygam.

## Berühmte Loko
- Samura Kamara, Präsidentschaftskandidat 2018 und ehemaliger Außen- und Finanzminister